# Клиний из Сикиона
Клиний (др.-греч. Κλεινίας; III век до н. э.) — государственный деятель эпохи эллинизма, отец Арата Сикионского.

## Биография
Клиний был богатым и влиятельным человеком в Сикионе. Он поддерживал близкие отношения со многими известными людьми в Пелопоннесе, а также был связан узами дружбы и гостеприимства с македонским царём Антигоном II Гонатом и правителем Египта Птолемеем II.
Согласно Плутарху, после убийства Клеона — одного из многочисленных, сменявших друг друга тиранов, — в Сикионе на некоторое время установился аристократический режим, во главе которого встали самые известные граждане полиса: Клиний и Тимоклид. В 264 году до н. э. произошёл очередной переворот, и к власти пришёл тиран Абантид. Клиний был убит, а его семилетний сын Арат тайно переправлен в соседний город Аргос. Павсаний же писал, что Тимоклид сам был тираном и правил вместе с Эвтидемом несколько лет. После этого возглавляемые Клинием сикионцы изгнали тиранов. К моменту захвата власти Абантидом Клиний уже умер.